# Castelguidone
Castelguidone est une commune de la province de Chieti dans la région Abruzzes en Italie.

## Administration
| Période                                  | Période  | Identité           | Étiquette                              | Qualité |
| ---------------------------------------- | -------- | ------------------ | -------------------------------------- | ------- |
| 2004                                     | 2007     | Mario Cicchillitti |                                        |         |
| 2007                                     | 2012     | Mario Cicchillitti |                                        |         |
| 2012                                     | En cours | Donato Sabatino    | Lista Civica : Uniti per Castelguidone |         |
| Les données manquantes sont à compléter. |          |                    |                                        |         |

### Hameaux
Inforchia, Piane

### Communes limitrophes
Castiglione Messer Marino, Roccavivara (CB), San Giovanni Lipioni, Schiavi di Abruzzo, Torrebruna, Trivento (CB)